# Ваня Васкова
Ваня (Иванка) Васкова (1912 – 1995) е българска художничка.

## Биография
Родена е на 2 февруари 1912 г. в Пернишко. Завършва приложно изкуство в Художествената академия в София при проф. Дечко Узунов и Васил Захариев, създателя на българската графика. Преподавателка е в Софийската художествена гимназия от 1952 до 1962 г. Работи в областта на композицията, портрета, графиката, литографията и декоративното изкуство.
Авторка е на живописни платна, портрети, черно-бели и цветни графики. Нейният портрет на Гео Милев, линогравюра от 1933 г., е притежание на фонда на НХА. Участва в редица общи художествени изложби, има и самостоятелни в България: Оряхово (1938 и 1942), Етрополе (1949), Балчик – двореца (1951), София (1962 и 1966), Габрово (1967), София (1979). Десетки платна са излагани във Варшава и Будапеща. През 1968 г. урежда самостоятелна изложба в Ню Йорк. Нейни картини са притежание на частни колекции в България, Полша, Унгария, САЩ.
Сред по-известните ѝ творби са: „Чорбаджии“, „Изглед от Оряхово“, „Майка“, „Домът на безсмъртието“, „Циркът в София“, „Дъждовен пейзаж от Русе“, „Нашата улица“, „Слънчогледи“, „Из Братислава“, „Из Белград“, „София вечер“, цикъл „Ню Йорк в миниатюри“, цикъл „Цветна Америка“, цикъл „Чикаго“ и др.
След кончината ѝ, през 1996 г. е представена изложба In memoriam с повече от 50 платна – портрети, пейзажи, графика.